# Мухин, Александр Андреевич
Алекса́ндр Андре́евич Му́хин (4 июля 1919, с. Старая Михайловка, Пензенская губерния — 4 октября 1994, Саранск) — советский художник-пейзажист, участник Великой Отечественной войны; член Союза художников СССР (1943), Заслуженный деятель искусств Мордовской АССР (1971), Заслуженный художник РСФСР (1987).

## Биография
Александр Мухин родился 4 июня 1919 года в селе Старая Михайловка в крестьянской семье. Его отец — Андрей Алексеевич был родом из деревни Дракино Саранского уезда, работал в Петрограде на Путиловском заводе. После революции вернулся в деревню устанавливать советскую власть. В это же время женился на Раисе Антоновне Шараповой — матери художника, которая была родом из села Старая Михайловка. Андрей был взят в Красную Армию и направлен в г. Пензу на пулеметные курсы. В 1919 году он погиб под Харьковом в боях с деникинцами.
В 1934 году после окончания неполной средней школы А. Мухин поступил в Пензенское художественное училище имени К. А. Савицкого на живописное отделение. Преподавателями в художественно-педагогическом училище были ученики И. Е. Репина — академик Н. Ф. Петров и заслуженный деятель искусств РСФСР И. С. Горюшкин-Сорокопудов, преподававшие в традициях русской реалистической школы. В училище Мухин подружился с другим известным мордовским живописцем Евгением Алексеевичем Ноздриным. В одном здании с художественным училищем располагалась областная картинная галерея имени К. А. Савицкого, в которой висели картины русских художников: И. И. Шишкина, И. И. Левитана, В. В. Верещагина, А. К. Саврасова, И. Е. Репина, М. А. Савицкого, И. К. Айвазовского и др.
В 1939 году после окончания училища Мухин был призван в ряды РККА. Для прохождения военной службы был направили в Курган, где был зачислен в полковую школу по подготовке младших сержантов, но закончить обучение не успел. В начале 1940 года в течение трех недель находился в боевой готовности близ границы с Финляндией. 13 марта был подписан мирный договор, и Мухин был отправлен на озеро Чебаркуль под Челябинском. Затем место службы вновь сменилось на территорию, пограничную с Латвией.
На начало Великой Отечественной войны находился в минометном полку 85 стрелковой дивизии на границе Белоруссии. 23 июня 1943 года в боях за город Гродно Мухин был тяжело ранен и контужен. В госпитале ему хотели ампутировать руку, но помешал случай: он не дождался своей очереди, так как началась сильная бомбежка, и раненых переправили в глубокий тыл. В Тамбове в госпитале хирург вылечил руку. Вследствие контзии Мухин получил инвалидность и демобилизовался из армии. Пытался работать в школе райцентра Городищи Пензенской области, но заболевание не позволило, и он вернулся в родное село Старая Михайловка, где работал в колхозе.
В 1943 году переехал в город Саранск, стал членом Союза художников Мордовии. Тогда же познакомился с народным художником Мордовии Федотом Васильевичем Сычковым, оказавшим огромное влияние на его творчество.
В 1943—1945 годах создал серию портретов — рисунков «Герои фронта и тыла Великой Отечественной войны, уроженцы Мордовии», которая многократно экспонировалась в Саранске и Москве.
С 1943 года Мухин постоянно участвовал в местных республиканских выставках, а также межобластных, зональных и др.: выставке работ художников автономных республик в Казани (1947, 1950), межобластной выставке в Воронеже (1955), зональных выставках в Москве (1964, 1967), в Смоленске (1969), выставке произведений шестнадцати автономных республик РСФСР (Москва,1971), в Государственном Русском музее (Ленинград, 1973), международной выставке произведений художников социалистических стран «40 победных лет» (Москва, 1985) и др.
В июле 1982 года в Выставочном зале Союза художников СССР в Москве открылась персональная выставка Мухина. Она имела огромный успех, поэтому ее запросили другие организации и музеи. Выставка затем экспонировалась в Академии МВД СССР, Центральном Доме литераторов Союза писателей СССР и РСФСР, Звездном городке им. Ю. Гагарина, Картинной галерее г. Ульяновска. В общей сложности выставка работала до мая 1984 года, её посетило более 300 тыс. человек.
Мухин также создал ряд монументально — декоративных произведений в Мордовии. По его архитектурным проектам в 1960—1970 годах были воздвигнуты обелиски в память о павших на войне земляках — героях в Кочкурове, Ардатове и других районах Мордовии. Мухин провел много крупных персональных выставок, приуроченных к разным датам.
В 1980 году к 60-летию со дня рождения и 35-летию творческой деятельности художника в издательстве «Советский художник» вышел альбом «Александр Андреевич Мухин: живопись» 
Секретариат Правления Союза художников СССР в 1987 году наградил Александра Андреевича дипломом «За активное участие в выставочной деятельности».
Полотна А. А. Мухина хранятся в Мордовском республиканском музее изобразительных искусств имени С. Д. Эрьзи, Мордовском республиканском объединенном краеведческом музее им. Воронина И. Д., Ульяновском музее ИЗО, Пензенской областной картинной галереи имени К. А. Савицкого и других учреждениях, в том числе в частных коллекциях в России и за рубежом.
Скончался в Саранске 4 октября 1994 года.
В 2015 году в издательстве «Аватар» вышел в свет альбом «Александр Мухин. Художник и человек», посвященный жизни и творчеству художника.

## Творчество
Пейзаж стал основной темой творчества А. А. Мухина.
- «Мокша. Льды» (1950)
- «Весна. Окраина Саранска» (1958)
- "Березки" (1959)
- «Сирень» (1963)
- «Березовый лес под Темниковом» (1972)
- «Река Сура около Сабаева» (1980)
- «Моя деревня» (1988)

Индустриальные пейзажи
- «Чебоксарский порт» (1958)
- «Стройка. Юго-запад» (1965),
- «Высоковольтная линия» (1969)
- «Карьер Алексеевского цементного завода» (1962,1965, 1967)

Крымские пейзажи
- «В Ялтинском порту» (1954)
- «Море» (1972)
- «Осень в Крыму» (1980)

Пейзажи Средней Азии
- «Ташкент. Старый город» (1960)
- «В окрестностях Душанбе» (1963)

серия «По Лермонтовским местам»
- «Пятигорск. Грот Лермонтова»
- «Дом, в котором жил Лермонтов»
- "Место дуэли Лермонтова" (1970)

 серия «По Ленинские местам»
- «Дом, где родился В. И. Ленин» (1969)
- «Горки Ленинские. Беседка»
- «Каширское шоссе» (1969)
- «Красная площадь. К Ленину» (1973)

## Семья
- Дочь — Татьяна Александровна Мухина.
- Внучка — Елена Александровна Бритова, выпускница ГИТИСа, сценограф, театральный художник, преподаватель ТХТК.